# Kristi Toliver
Kristi Renee Toliver (Harrisonburg, 27 gennaio 1987) è un'ex cestista e allenatrice di pallacanestro statunitense naturalizzata slovacca, professionista nella WNBA.

## Carriera
È stata selezionata dalle Chicago Sky al primo giro del Draft WNBA 2009 (3ª scelta assoluta).
L'11 settembre 2017 mette a segno 9 triple, permettendo alla sua squadra l'accesso alla semifinale dei play-off
Con la Slovacchia ha disputato i Campionati europei del 2015.

## Palmarès
- Campionessa NCAA (2006)
- Campionato WNBA: 2

Washington Mystics: 2016
Los Angeles Sparks 2019
- WNBA Most Improved Player (2012)
- All-WNBA Second Team (2012)